# Spoorlijn Bilk - Düsseldorf Hafen
De spoorlijn Bilk - Düsseldorf Hafen is een Duitse spoorlijn en is als spoorlijn 31 onder beheer van DB Netze.

## Geschiedenis
Het traject werd door de Preußische Staatseisenbahnen geopend op 1 oktober 1895.

## Aansluitingen
In de volgende plaats is er een aansluiting op de volgende spoorlijn:
Düsseldorf-Bilk
DB 2550, spoorlijn tussen Aken en Kassel